# ワールドサッカー ウイニングイレブン アーケードチャンピオンシップ
『ワールドサッカー ウイニングイレブン アーケードチャンピオンシップ』（WORLD SOCCER Winning Eleven ARCADE CHAMPIONSHIP）は、コナミアミューズメント（2016年10月まではコナミデジタルエンタテインメント）より販売されるアーケードゲームのシリーズ。コナミデジタルエンタテインメントが展開するサッカーゲーム『ウイニングイレブン』シリーズのアーケード向けタイトルである。
2002年に第1作『ワールドサッカー ウイニングイレブン アーケードゲームスタイル』が発売。タイトルについては第2作以降は年度が入り、第4作以降は『ワールドサッカー ウイニングイレブン アーケードチャンピオンシップ○○○○』となる。

## 概要
家庭用シリーズ同様、各国のサッカー協会や選手会などのライセンスを取得することで、実名選手を含めた数多くのサッカー選手やナショナルチーム・クラブチーム（AC2008以降）の登場を実現させている。また、e-AMUSEMENT対応で、全国のプレイヤーと気軽に対戦でき、e-AMUSEMENT PASS（2006AC以降）を使用すれば対戦成績なども保存できる。AC2012からは電子マネーPASELIに対応した。
AC2014は、2018年10月25日より、コナミアミューズメント、セガ・インタラクティブ、バンダイナムコアミューズメントの3社による共通ICカードサービスである「アミューズメントICカード」のサービスを開始したに伴い、「Aime」（Amusement IC対応カードのみ）並びにバナパスポート（Amusement IC対応カードのみ）にも対応するようになった。

## シリーズ作品
- ワールドサッカー ウイニングイレブン アーケードゲームスタイル（AS）
- ワールドサッカー ウイニングイレブン アーケードゲームスタイル2003（AS2003）
- ワールドサッカー ウイニングイレブン 2006アーケードチャンピオンシップ（2006AC）
- ワールドサッカー ウイニングイレブン アーケードチャンピオンシップ2008（AC2008）
- ワールドサッカー ウイニングイレブン アーケードチャンピオンシップ2010（AC2010）
- ワールドサッカー ウイニングイレブン アーケードチャンピオンシップ2012（AC2012）
- ワールドサッカー ウイニングイレブン アーケードチャンピオンシップ2014（AC2014）- 最新作、2013年12月26日稼動開始。

## ゲーム筐体
2006AC以降はe-AMUSEMENT共通筐体を使用しており、e-AMUSEMENT PASSをかざすだけで読み取れる。また、これ以降の筐体にはPlayStation 2（筐体によってはPlayStation 3）のコントローラを差し込む端子が設置されており、コントローラを差し込むことで、家庭用と同様の操作ができる。
PSコントローラ未使用時は1レバーと7ボタンを使用する。
AC2012からは上記従来型の筐体に加え、32インチワイドモニターを採用した新型筐体も導入された。コントローラーの構成は従来筐体と同一である。
AC2014からは従来型の筐体にもワイドモニターが実装された（画面サイズは新型筐体よりも小さめ）。

## ゲームモード
以下の記述は最新作であるAC2014を元にした記述である。

### オンラインリーグ
e-AMUSEMENT接続店舗でマッチングを行い、オンライン対戦を行う。e-AMUSEMENT PASS未使用時はクラブチームとナショナルチームが選択可能な「オンラインマッチ」モードになる。
試合成績によって所属リーグが変動する。下部リーグでは一定数勝利をすると昇格できるが、上位リーグではポイント制で争われ、敗戦が続くと降格する可能性もある。
試合前に交渉ポイントであるWEN（2006AC,AC2008では移籍交渉レベル）を使って選手の獲得ができる。

### ローカルマッチ
店舗内で対戦を行うモード。e-AMUSEMENT PASS使用時はオンラインリーグで使用するオリジナルチーム、e-AMUSEMENT PASS未使用時はクラブチームとナショナルチームが使用可能。

### COMマッチ
コンピュータと対戦する。ローカルマッチ同様、e-AMUSEMENT PASS使用時はオンラインリーグで使用するオリジナルチーム、e-AMUSEMENT PASS未使用時はクラブチームとナショナルチームが使用可能。

### コンペティション
期間限定で行われる全国大会。参加にはe-AMUSEMENT PASSが必要で、大会の種類によってナショナルチーム限定やクラブチーム限定などの制限が加わる（大会によっては国・地域の制限もある）。AC2010ではUEFAのライセンスを取得し、UEFAチャンピオンズリーグを再現した大会が行われた。

### 2人協力プレイ
AC2010以降は同一店舗の2筐体を使用した協力プレイが可能になった（プレイ料金は別々に発生。AC2010ではe-AMUSEMENT PASS未使用時に限る）。

### フリーキックチャレンジ
AC2012でPASELI専用モードとして登場。フリーキックのスコアを競う。